# Autódromo Hermanos Rodríguez
Das Autódromo Hermanos Rodríguez ist eine Motorsport-Rennstrecke in Mexiko-Stadt, der Hauptstadt Mexikos. Sie wurde am 20. Dezember 1959 eingeweiht, bis 1979 hieß sie Magdalena Mixhuca und wurde anschließend nach den Brüdern Pedro (1940–1971) und Ricardo Rodríguez (1942–1962) benannt. Letzterer der beiden Rennfahrer verunglückte beim Training zum ersten, noch nicht zur Weltmeisterschaft zählenden, Großen Preis von Mexiko am 1. November 1962 auf einem Lotus tödlich.

## Geschichte

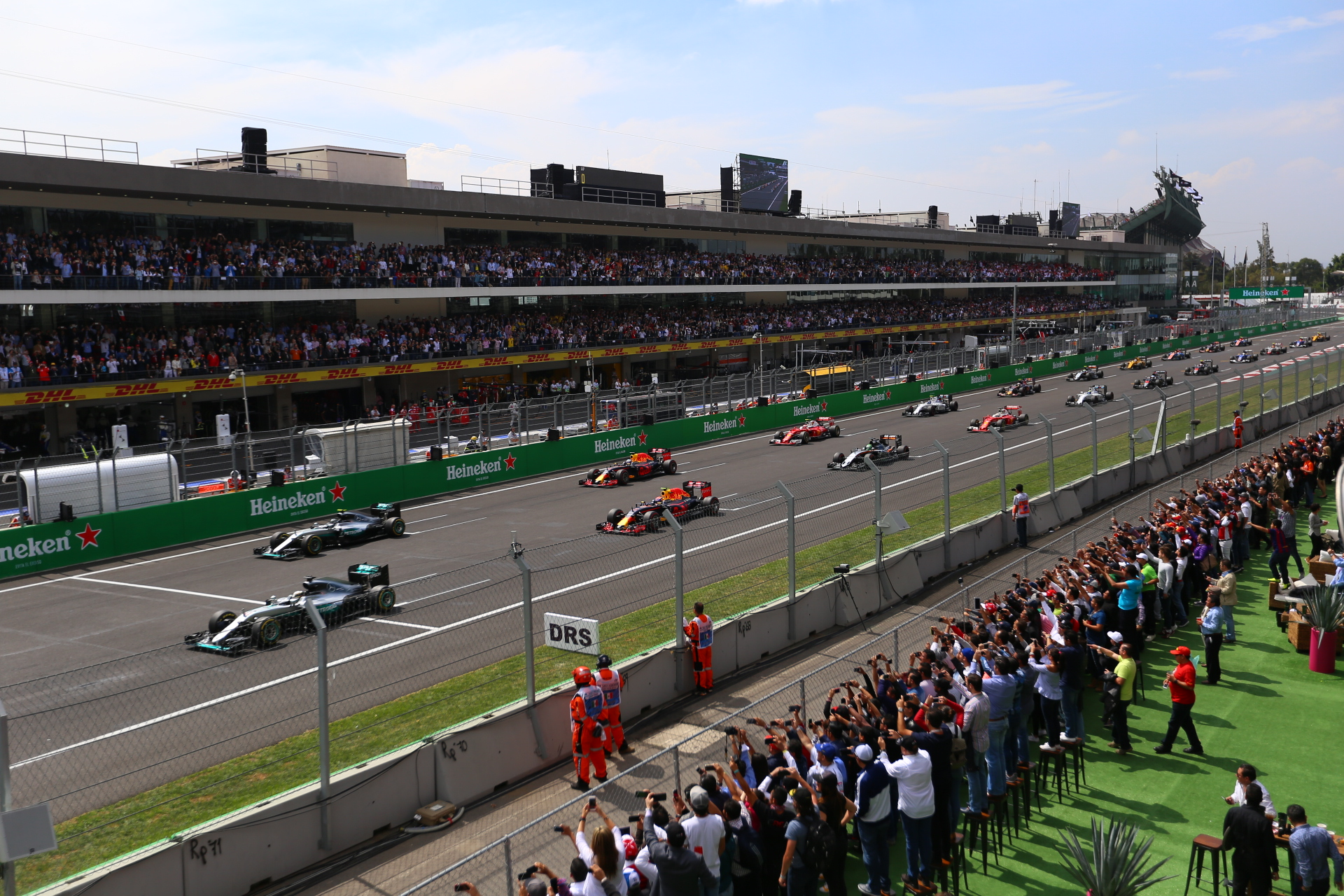
Start-/Zielgerade der Rennstrecke; zu sehen ist der Start zum Formel-1-Rennen 2016

1970 wurde die Strecke aufgrund mangelnder Sicherheit geschlossen. Die Wiedereröffnung erfolgte im Jahre 1986, nachdem zahlreiche Umbauten vorgenommen worden waren; so wurden die Auslaufzonen vergrößert und eine neue Boxenanlage gebaut. Zunächst betrug die Länge einer Rennrunde 5 km. 1986 wurde der Kurs durch Einfügung des Abschnitts zwischen den heutigen Kurven 6 und 8 etwas verkürzt und war danach 4,421 km lang. 2002 wurde ein weiterer Umbau vorgenommen, in dessen Zuge man die schnelle Zielkurve Peraltada dahingehend entschärfte, dass man am Ende der Gegengeraden eine Rechts-links-rechts-Kombination einfügte, die durch ein 26.000 Zuschauer fassendes Baseball-Stadion, das Foro Sol, führte und am Scheitel der Zielkurve wieder auf die ursprüngliche Strecke traf. 2006 wurde aufgrund der Kosten für die notwendigen temporären Umbauarbeiten auf diese Streckenführung verzichtet. Der Große Preis von Mexiko 2015 führte wieder durch das Stadion, wodurch sich die Streckenlänge von 4,421 km auf 4,304 km verkürzte.

## Streckenvarianten
Neben der „normalen“ Streckenführung, die Pista Completa genannt wird, gibt es noch weitere Varianten. Beim 4,053 km langen Circuito Nascar wird die Start-und-Ziel-Gerade mit einer Schikane versehen und außerdem die Strecke zwischen den Kurven 4 und 9 abgekürzt. Es gibt auch einen 1,6 km langen Ovalkurs namens Ovalo, bei dem die Strecke hinter Start und Ziel rechts ab zur Gegengerade führt. Die Start-und-Ziel-Gerade kann außerdem für 1/4 -Meilen-Dragster-Rennen genutzt werden (Recta Principal). Schließlich gibt es noch die verkürzte Variante Circuito 3 km, bei dem am Anfang der Gegengeraden rechts abgebogen und die erste Kurve des Ovals in entgegengesetzter Richtung befahren wird, so dass man am Ende der Start-Ziel-Geraden auskommt, wo man wiederum scharf rechts abbiegt.

5,000-km-Variante bis 1984
Formel-1-Variante 1986–1992
Formel-1-Variante seit 2015[1]
Vergleich der Streckenvarianten 2014/15
Formel-E-Variante 2016–2019
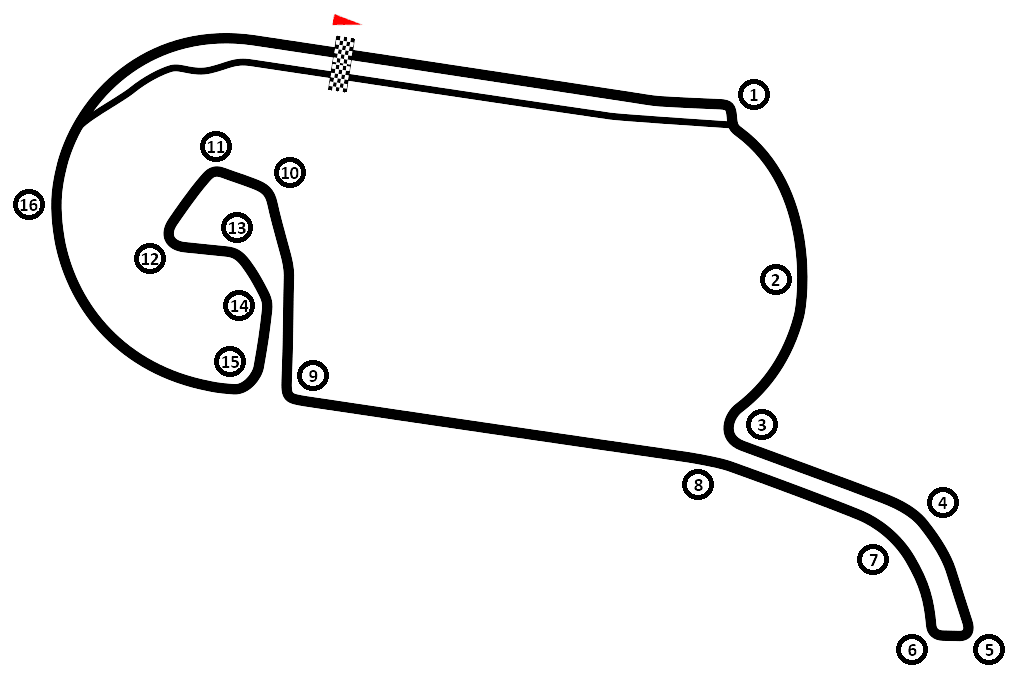
Formel-E Streckenführung 2020 bis 2022
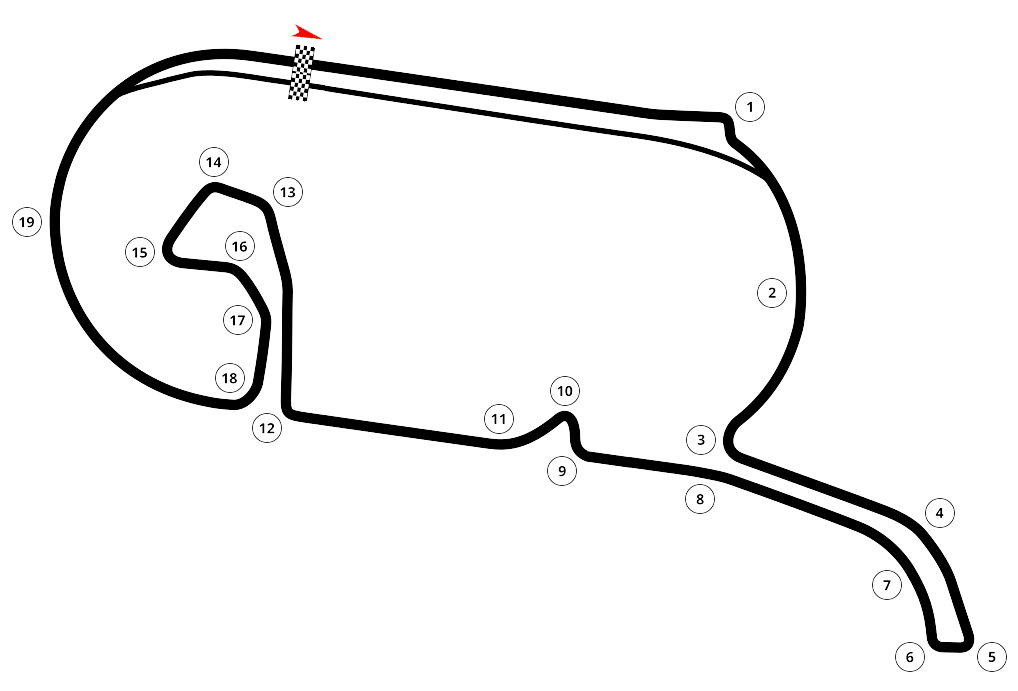
Formel-E-Rennstrecke seit 2023

## Rennen
Zwischen 1963 und 1970 sowie zwischen 1986 und 1992 wurde auf dem Autódromo Hermanos Rodríguez 15 Mal der Große Preis von Mexiko im Rahmen der Formel-1-Weltmeisterschaft ausgefahren. Ab 2002 wurden hier Läufe der US-amerikanischen Champ Car World Series ausgetragen. Zudem fand zwischen 2005 und 2008 das Corona México 200 der NASCAR Nationwide Series statt. In den Jahren 2007 und 2008 gastierte hier auch die mittlerweile eingestellte A1GP Serie.
Im Juli 2014 gab Bernie Ecclestone bekannt, dass für den Großen Preis von Mexiko ein 5-jähriger Vertrag geschlossen wurde und 2015 die Formel 1 wieder hier starten soll.
2016 fand der erste Mexiko-Stadt ePrix auf dem Autódromo Hermanos Rodríguez, und damit auch der erste Formel-E-Lauf auf einer permanenten Rennstrecke statt. Mit Ausnahme 2021 fanden seit dem jedes Jahr die Mexiko-Stadt ePrix auf dieser Strecke, in unterschiedlichen Streckenvarianten statt.
Des Weiteren findet auf dem Autódromo ein Rennen der FIA-Langstrecken-Weltmeisterschaft statt.
Für 2020 wurde das Rennen der Formel-1 aufgrund der COVID-19-Pandemie abgesagt.

## Statistik
| Nr. | Jahr | Fahrer                                  | Konstrukteur                            | Motor                                   | Reifen                                  | Zeit                                    | Streckenlänge                           | Runden                                  | Ø-Tempo                                 | Datum                                   | GP von |
| --- | ---- | --------------------------------------- | --------------------------------------- | --------------------------------------- | --------------------------------------- | --------------------------------------- | --------------------------------------- | --------------------------------------- | --------------------------------------- | --------------------------------------- | ------ |
| 1   | 1963 | Jim Clark                               | Lotus                                   | Climax                                  | D                                       | 2:09:52,100 h                           | 5,000 km                                | 65                                      | 150,152 km/h                            | 27. Oktober                             | Mexiko |
| 2   | 1964 | Dan Gurney                              | Brabham                                 | Climax                                  | D                                       | 2:09:50,320 h                           | 5,000 km                                | 65                                      | 150,186 km/h                            | 25. Oktober                             | Mexiko |
| 3   | 1965 | Richie Ginther                          | Honda                                   | Honda                                   | G                                       | 2:08:32,100 h                           | 5,000 km                                | 65                                      | 151,710 km/h                            | 24. Oktober                             | Mexiko |
| 4   | 1966 | John Surtees                            | Cooper                                  | Maserati                                | F                                       | 2:06:35,340 h                           | 5,000 km                                | 65                                      | 154,042 km/h                            | 23. Oktober                             | Mexiko |
| 5   | 1967 | Jim Clark                               | Lotus                                   | Ford                                    | F                                       | 1:59:28,700 h                           | 5,000 km                                | 65                                      | 163,210 km/h                            | 22. Oktober                             | Mexiko |
| 6   | 1968 | Graham Hill                             | Lotus                                   | Ford                                    | F                                       | 1:56:43,950 h                           | 5,000 km                                | 65                                      | 167,049 km/h                            | 3. November                             | Mexiko |
| 7   | 1969 | Denis Hulme                             | McLaren                                 | Ford                                    | G                                       | 1:54:08,800 h                           | 5,000 km                                | 65                                      | 170,833 km/h                            | 19. Oktober                             | Mexiko |
| 8   | 1970 | Jacky Ickx                              | Ferrari                                 | Ferrari                                 | F                                       | 1:53:28,360 h                           | 5,000 km                                | 65                                      | 171,848 km/h                            | 25. Oktober                             | Mexiko |
|     |      |                                         |                                         |                                         |                                         |                                         |                                         |                                         |                                         |                                         | Mexiko |
| 9   | 1986 | Gerhard Berger                          | Benetton                                | BMW                                     | P                                       | 1:33:18,700 h                           | 4,421 km                                | 68                                      | 193,306 km/h                            | 12. Oktober                             | Mexiko |
| 10  | 1987 | Nigel Mansell                           | Williams                                | Honda                                   | G                                       | 1:26:24,207 h                           | 4,421 km                                | 63                                      | 193,411 km/h                            | 18. Oktober                             | Mexiko |
| 11  | 1988 | Alain Prost                             | McLaren                                 | Honda                                   | G                                       | 1:30:15,737 h                           | 4,421 km                                | 67                                      | 196,898 km/h                            | 29. Mai                                 | Mexiko |
| 12  | 1989 | Ayrton Senna                            | McLaren                                 | Honda                                   | G                                       | 1:35:21,431 h                           | 4,421 km                                | 69                                      | 191,941 km/h                            | 28. Mai                                 | Mexiko |
| 13  | 1990 | Alain Prost                             | Ferrari                                 | Ferrari                                 | G                                       | 1:32:35,783 h                           | 4,421 km                                | 69                                      | 197,664 km/h                            | 24. Juni                                | Mexiko |
| 14  | 1991 | Riccardo Patrese                        | Williams                                | Renault                                 | G                                       | 1:29:52,205 h                           | 4,421 km                                | 67                                      | 197,757 km/h                            | 16. Juni                                | Mexiko |
| 15  | 1992 | Nigel Mansell                           | Williams                                | Renault                                 | G                                       | 1:31:53,587 h                           | 4,421 km                                | 69                                      | 199,176 km/h                            | 22. März                                | Mexiko |
|     |      |                                         |                                         |                                         |                                         |                                         |                                         |                                         |                                         |                                         | Mexiko |
| 16  | 2015 | Nico Rosberg                            | Mercedes                                | Mercedes                                | P                                       | 1:42:35,038 h                           | 4,304 km                                | 71                                      | 179,620 km/h                            | 1. November                             | Mexiko |
| 17  | 2016 | Lewis Hamilton                          | Mercedes                                | Mercedes                                | P                                       | 1:40:31,402 h                           | 4,304 km                                | 71                                      | 182,259 km/h                            | 30. Oktober                             | Mexiko |
| 18  | 2017 | Max Verstappen                          | Red Bull                                | Renault (TAG Heuer)                     | P                                       | 1:36:26,550 h                           | 4,304 km                                | 71                                      | 189,971 km/h                            | 29. Oktober                             | Mexiko |
| 19  | 2018 | Max Verstappen                          | Red Bull                                | Renault (TAG Heuer)                     | P                                       | 1:38:28,851 h                           | 4,304 km                                | 71                                      | 186,039 km/h                            | 28. Oktober                             | Mexiko |
| 20  | 2019 | Lewis Hamilton                          | Mercedes                                | Mercedes                                | P                                       | 1:36:48,904 h                           | 4,304 km                                | 71                                      | 189,240 km/h                            | 27. Oktober                             | Mexiko |
| –   | 2020 | abgesagt aufgrund der COVID-19-Pandemie | abgesagt aufgrund der COVID-19-Pandemie | abgesagt aufgrund der COVID-19-Pandemie | abgesagt aufgrund der COVID-19-Pandemie | abgesagt aufgrund der COVID-19-Pandemie | abgesagt aufgrund der COVID-19-Pandemie | abgesagt aufgrund der COVID-19-Pandemie | abgesagt aufgrund der COVID-19-Pandemie | abgesagt aufgrund der COVID-19-Pandemie | Mexiko |
| 21  | 2021 | Max Verstappen                          | Red Bull                                | Honda                                   | P                                       | 1:38:39,086 h                           | 4,304 km                                | 71                                      | 185,717 km/h                            | 7. November                             | Mexiko |
| 22  | 2022 | Max Verstappen                          | Red Bull                                | RBPT                                    | P                                       | 1:38:36,729 h                           | 4,304 km                                | 71                                      | 185,791 km/h                            | 30. Oktober                             | Mexiko |
| 23  | 2023 | Max Verstappen                          | Red Bull                                | RBPT                                    | P                                       | 2:02:30,814 h                           | 4,304 km                                | 71                                      | 149,657 km/h                            | 29. Oktober                             | Mexiko |
| 24  | 2024 | Carlos Sainz jr.                        | Ferrari                                 | Ferrari                                 | P                                       | 1:40:55,800 h                           | 4,304 km                                | 71                                      | 181,524 km/h                            | 27. Oktober                             | Mexiko |

Rekordsieger
Fahrer: Max Verstappen (5) • Fahrernationen: Großbritannien (8) • Konstrukteure: Red Bull (5) • Motorenhersteller: Honda (5) • Reifenhersteller: Pirelli (10)